# Erebia botevi
Erebia botevi är en fjärilsart som beskrevs av Slaby 1979. Erebia botevi ingår i släktet Erebia och familjen praktfjärilar. Inga underarter finns listade i Catalogue of Life.